# Episannina
Episannina là một chi bướm đêm thuộc họ Sesiidae.

## Các loài
- Episannina albifrons (Hampson, 1910)
- Episannina chalybea  Aurivillius, 1905
- Episannina flavicincta  Hampson, 1919
- Episannina lodimana (Strand, 1918)
- Episannina modesta (Le Cerf, 1916)
- Episannina perlucida (Le Cerf, 1911)
- Episannina zygaenura  Meyrick, 1933